# Cosmisoma ochraceum
Cosmisoma ochraceum är en skalbaggsart som först beskrevs av Perty 1832.  Cosmisoma ochraceum ingår i släktet Cosmisoma och familjen långhorningar.
Artens utbredningsområde är Paraguay. Inga underarter finns listade i Catalogue of Life.